# Musée de Bamendjou
 (mai 2025).
Le musée de Bamendjou, encore connu sous le nom de musée Communautaire de la Chefferie Supérieure de Bamendjou ou case patrimoniale de Bamendjou, inauguré en 2009, est un musée communautaire camerounais. Il se situe dans la région de l'Ouest (Cameroun), département des Hauts-Plateaux, arrondissement de Bamendjou. Il met en valeur l'histoire de la chefferie et la richesse artistique et créatrice du peuple Bamendjou.

## Histoire

### Début et projets
Le musée de Bamendjou voit le jour après la récupération du patrimoine culturel détruit pendant la rébellion, initialement appelé "Peuh nôh" ou "sak" de la chefferie. Il ouvre ses portes au public en 1975 par le roi Bamendjou, inspiré par sa visite de musées en Europe.

### Missions
Il s'attache à la conservation et à la valorisation du patrimoine historique et culturel de cette entité traditionnelle. Par une approche diachronique, il retrace le processus migratoire fondateur et l'évolution de la chefferie jusqu'à sa configuration contemporaine. L'institution muséale assure également la présentation et l'interprétation des savoir-faire ancestraux, à travers les techniques et l'esthétique des productions artisanales telles que la forge, le textile, le raphia et la céramique, témoignant ainsi du patrimoine matériel local.

### Acquisitions
Il adopte une approche dynamique d'acquisition, intégrant à la fois des œuvres d'art contemporain et des pièces rituelles traditionnelles. D'une part, le musée acquiert des œuvres d'artistes contemporains, tels que Joseph Francis Sumegne, enrichissant ainsi ses collections d'art moderne et contemporain. D'autre part, le musée procède à l'acquisition de nouvelles pièces rituelles pour remplacer celles qui ont été détériorées ou volées, assurant ainsi la continuité des pratiques culturelles et rituelles de la communauté. Cette double approche permet au musée de Bamendjou de maintenir un équilibre entre la préservation du patrimoine culturel traditionnel et l'intégration de l'art contemporain.

## Administration

### Promoteur, tutelle et direction/gestion du musée
Le musée de Bamendjou est un projet promu par la chefferie supérieure de Bamendjou, en particulier le roi Jean-Rameau Soukoudjou.

### Tourisme et fréquentation
Il ouvre tous les jours et propose une tarification adaptée à son public diversifié avec des frais supplémentaires pour la prise de photographie.

## Architecture et organisation de l'espace

### Architecture
Ce musée présente une architecture contextualisée qui s'harmonise avec l'environnement architectural de la chefferie, mettant en valeur les collections royales et les artefacts liés aux sociétés initiatiques, ainsi que les traditions culturelles qui leur sont associées, à travers une approche muséographique qui valorise l'identité culturelle locale. Le bâtiment du musée présente une architecture intégrée, créant une synergie visuelle et spatiale avec les autres édifices de la chefferie, favorisant ainsi une cohérence patrimoniale.

## Collections

### Expositions permanentes
Le parcours muséographique se décline en deux espaces thématiques distincts. Le premier espace est consacré à l'exposition diachronique de la chefferie, retraçant les étapes de son histoire depuis les migrations initiales jusqu'à son implantation et ses évolutions contemporaines. Le second espace, dédié à la création artistique, met en valeur la richesse patrimoniale du peuple Bamendjou à travers une collection d'objets ethnographiques et d'œuvres plastiques anciennes et contemporaines, notamment dans les domaines de la métallurgie, du textile, du raphia et de la céramique, dont l'évolution est présentée de manière chronologique et thématique. Le musée case patrimoniale de Bamendjou présente une collection d'œuvres d'art contemporain, notamment celles de Joseph Francis Sumégné, artiste camerounais reconnu pour son approche innovante et sa contribution significative à la scène artistique africaine.

## Boutique artisanale

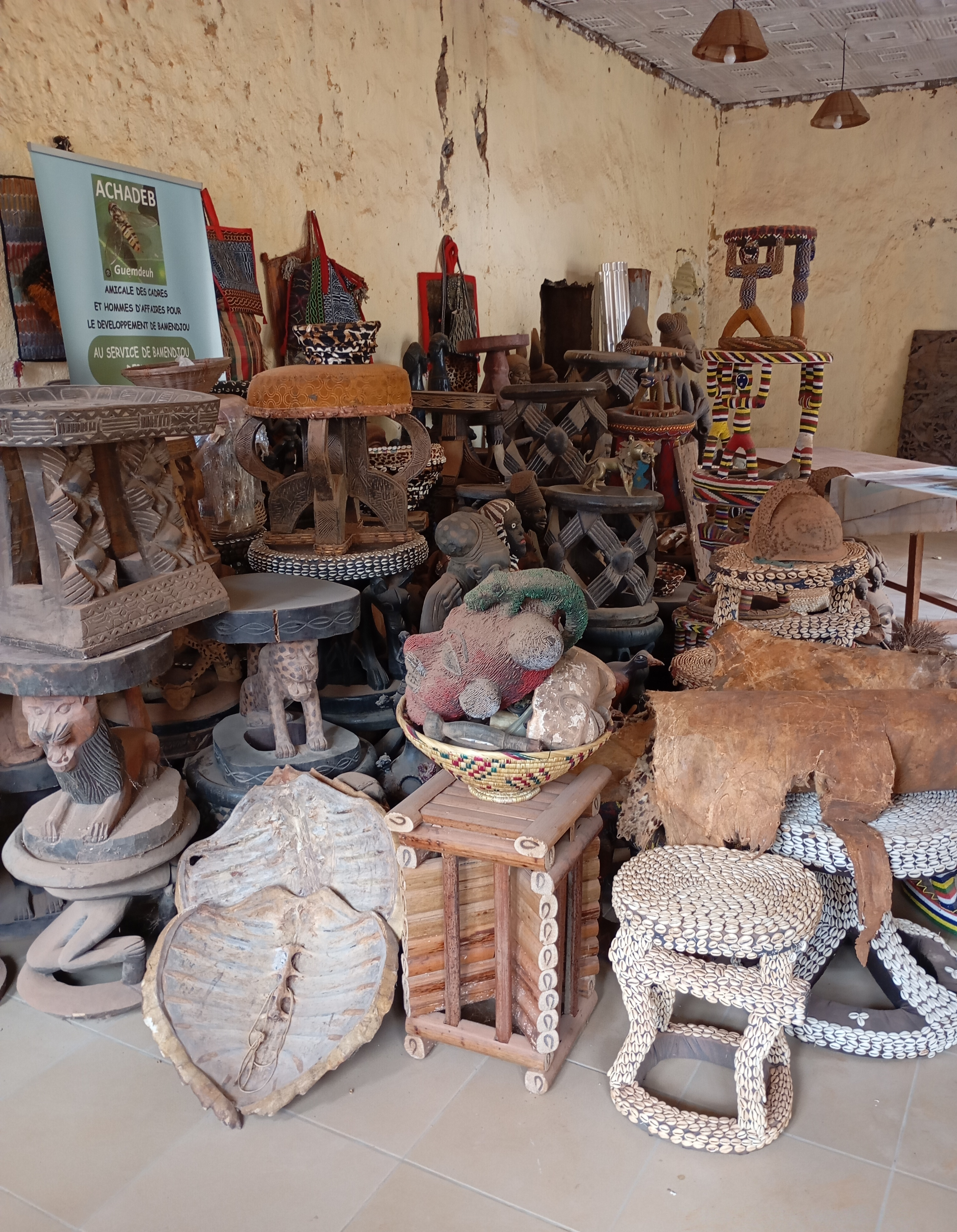
collection diversifiée d'objets du musée de Bamendjou